# Johannes Sarracenus
Johannes Sarracenus war ein im 12. Jahrhundert lebender Gelehrter, über dessen Lebensumstände man wenig weiß. Bekannt wurde er nur durch seine Übersetzung der Schriften des Pseudo-Dionysius Areopagita vom Griechischen ins Lateinische.

## Leben
Johannes Sarracenus dürfte ein Freund von Johannes von Salisbury gewesen sein. Vermutlich kommentierte er um 1140 die Himmlische Hierarchie des Ps.-Dionysius. Dieser Kommentar ist vermutlich erhalten, aber bislang ungedruckt.
Um 1167 dürfte Johannes Sarracenus seine Überarbeitung der Dionysiaca-Übersetzung von Eriugena vorgenommen haben. Dazu soll er sich im oströmischen Reich griechische Handschriften beschafft haben. Diese Übersetzung war deswegen bedeutungsvoll, weil die Kenntnis der griechischen Sprache im westlichen Europa nur wenig verbreitet war und das Griechisch des Dionysius zudem besonders komplex ist. Außerdem war auch die bis zur Tätigkeit von Johannes bedeutendste karolingische Übersetzung durch Eriugena nicht leicht verständlich. Demgegenüber gelang Sarracenus eine deutlich klarere Fassung, die sich nach und nach durchsetzte, u. a. bereits durch Albertus Magnus und dann auch durch Thomas von Aquin verwendet wurde und die starke Wirkung des dionysischen Werkes auf die europäische Mystik mit ermöglichte. Erst im 13. Jh. fand dann die Übersetzung von Robert Grosseteste, im 15. die des Ambrosius Traversari Verwendung. Meister Eckhart beispielsweise dürfte die Himmlischen Hierarchien nach Eriugena, die Göttlichen Namen aber nach Sarracenus und nur zuweilen nach Eriugena gelesen haben.
Johannes widmete zwei seiner Übersetzungen dem Abt des Klosters Saint-Denis bei Paris. Nach eigenen Angaben bereiste er zu Recherchezwecken Griechenland und wurde zu seinem Werk von Johannes von Salisbury angeregt. Es wird vermutet, dass er zeitweise in Poitiers lebte.

## Werke
- Pseudo-Dionysius-Übersetzung, in: Philippe Chevallier (Hrsg.): Dionysiaca. Recueil donnant l’ensemble des traditions latines des ouvrages attribués au Denys de l’Aréopagrite. Verlag Frommann-Holzboog, Stuttgart 1989 (4 Bde.,  Nachdr. d. Ausg. Brügge 1937/50).